# 觀塘道

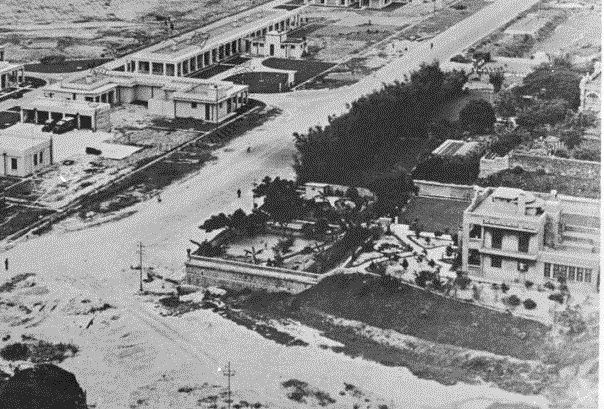
通車前的觀塘道，由佐敦谷平山拍攝，圖中別墅即現時聖若瑟英文小學所在，而道路左邊為英國皇家空軍基地，即啟業邨前身 - 攝於1935年

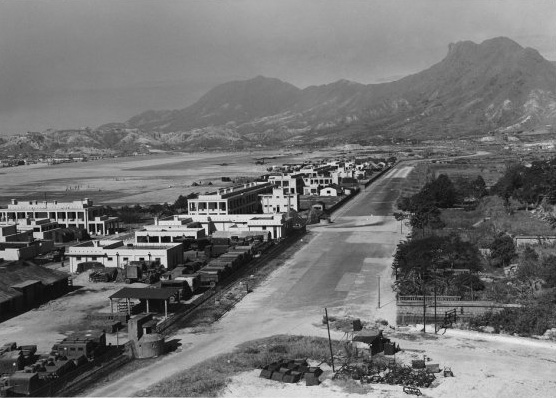
1945年通車前的觀塘道，可見聖若瑟英文學校與皇家空軍基地一帶已是道路盡頭。

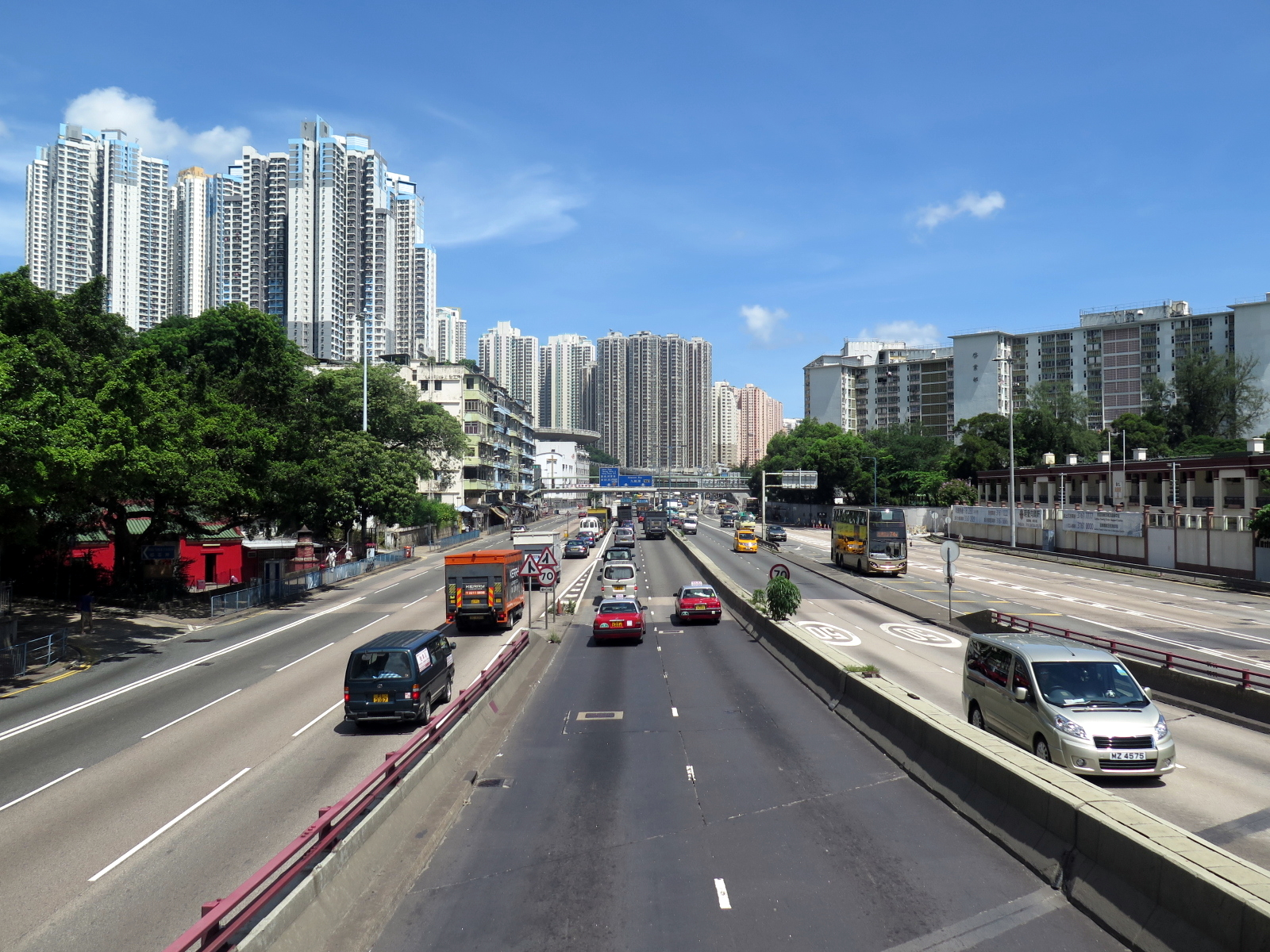
觀塘道近啟業邨

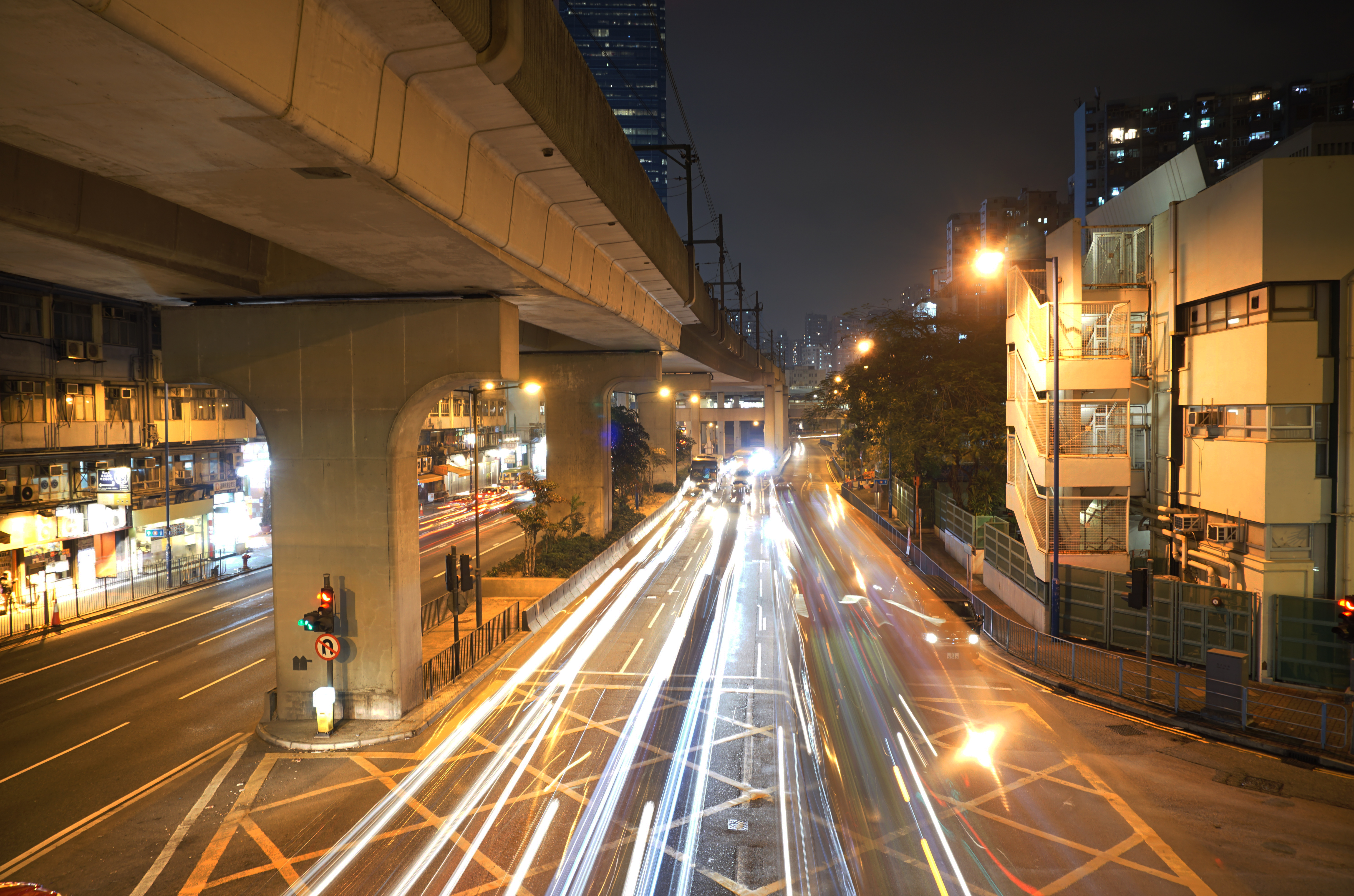
觀塘道東端夜景

觀塘道（英語：Kwun Tong Road）位於香港九龍東，連接觀塘與牛池灣兩地，是香港主要幹道之一。道路南連鯉魚門道、翠屏道，北接彩虹交匯處的龍翔道、太子道東和清水灣道，經過佐敦谷、九龍灣、牛頭角一帶，是東九龍主幹道路。

## 歷史
觀塘道於1950年代通車。通車初期時是一條海邊道路。當時又名為官塘道。
觀塘道最寬的一段位於啟業邨外，亦是全香港第二寬的道路，兩邊各有6線，合共12條行車線，僅次於長青公路。該段路面本來是兩條獨立的路，靠山的兩條線本來是屬於彩石道。後來觀塘道擴建，把彩石道和觀塘道打通。
而在港鐵觀塘站地底，興建了觀塘道下通道，或作觀塘道隧道，於1979年10月1日通車，使途經該段觀塘道的車輛，可避開上方的迴旋處，減少擠塞。
2011年12月31日，67歲姓胡肇事小巴司機駕駛一輛小巴於觀塘道往觀塘方向近彩石里路口剷上行人路，釀成嚴重車禍。當中有10人受傷。意外後小巴車頂被鐵板劏開，角鐵如尖矛插穿車廂，在司機和乘客面前擦過，只差兩吋隨時爆頭奪命，極為驚險。事後該位置已加建石壆，以防事件重演。

## 現況
港鐵觀塘綫九龍灣站至觀塘站一段架空路軌建在觀塘道之上。由於觀塘道是一條由觀塘商貿區通往黃大仙、九龍城、土瓜灣及大老山隧道之主幹道路，東邊也連接來往將軍澳、東區海底隧道的幹道，所以該處由早到晚都車水馬龍，亦經常發生交通意外。觀塘道沿途只於勵業街以及康寧道交界設交通燈，行人如要橫過觀塘道，必須使用行人天橋或行人隧道。

## 交匯的道路（由北至南）
- 龍翔道／太子道東／清水灣道／觀塘繞道（彩虹交匯處）
- 坪石邨屋邨通道
- 彩石里
- 彩霞道
- 偉業街
- 彩雲道
- 牛頭角道
- 福淘街
- 未命名道路（出口6D，通往牛頭角道）
- 康德道
- 定富街
- 雅麗道／勵業街
- 啟福道天橋
- 創紀之城3期通道
- 巧明里
- 創紀之城6期通道
- 康寧道
- 駿業里
- 同仁街
- 協和街／開源道
- 觀塘站公共運輸交匯處通道（通往福塘道。只限專營巴士、專綫小巴駛入）
- 翠屏道／鯉魚門道

| - 明愛向晴軒 - 啟業邨 - 德福花園 - 港鐵九龍灣站 - 鴻圖道一號 - 美亞工業中心 - 創紀之城 - 觀點中心 - 一亞太中心 - apm／東亞銀行中心 - 官塘工業中心 | - 坪石邨 - 三山國王廟 - 泰峯 - 聖若瑟英文小學 - 牛頭角下邨 - 港鐵牛頭角站 - 觀塘賽馬會健康院（已搬遷至協和街60號觀塘社區健康中心） - 港鐵觀塘站 - 展亮技能發展中心 |

## 實景

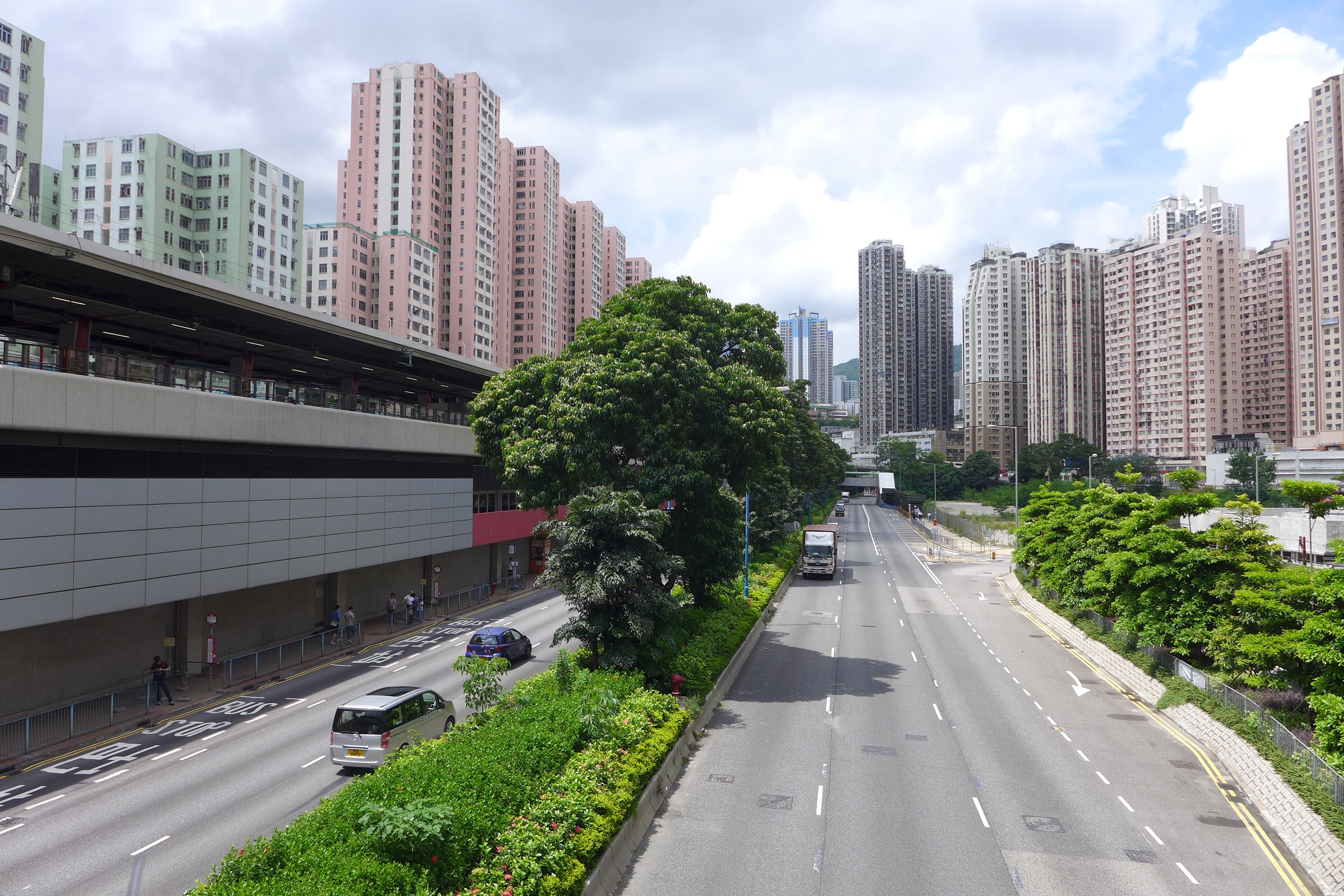
觀塘道近九龍灣站的一段（2014年）
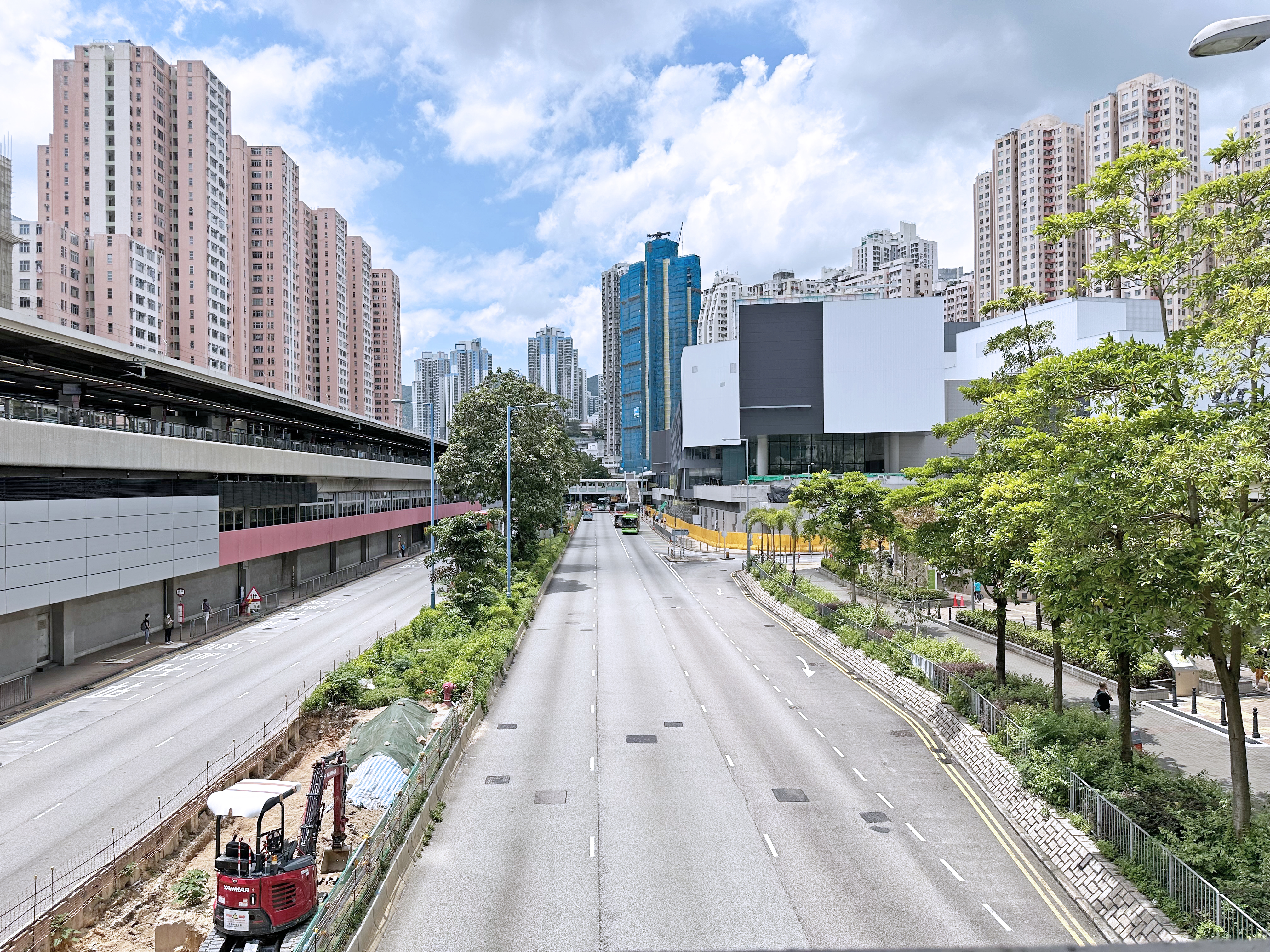
觀塘道近九龍灣站的一段（2023年）
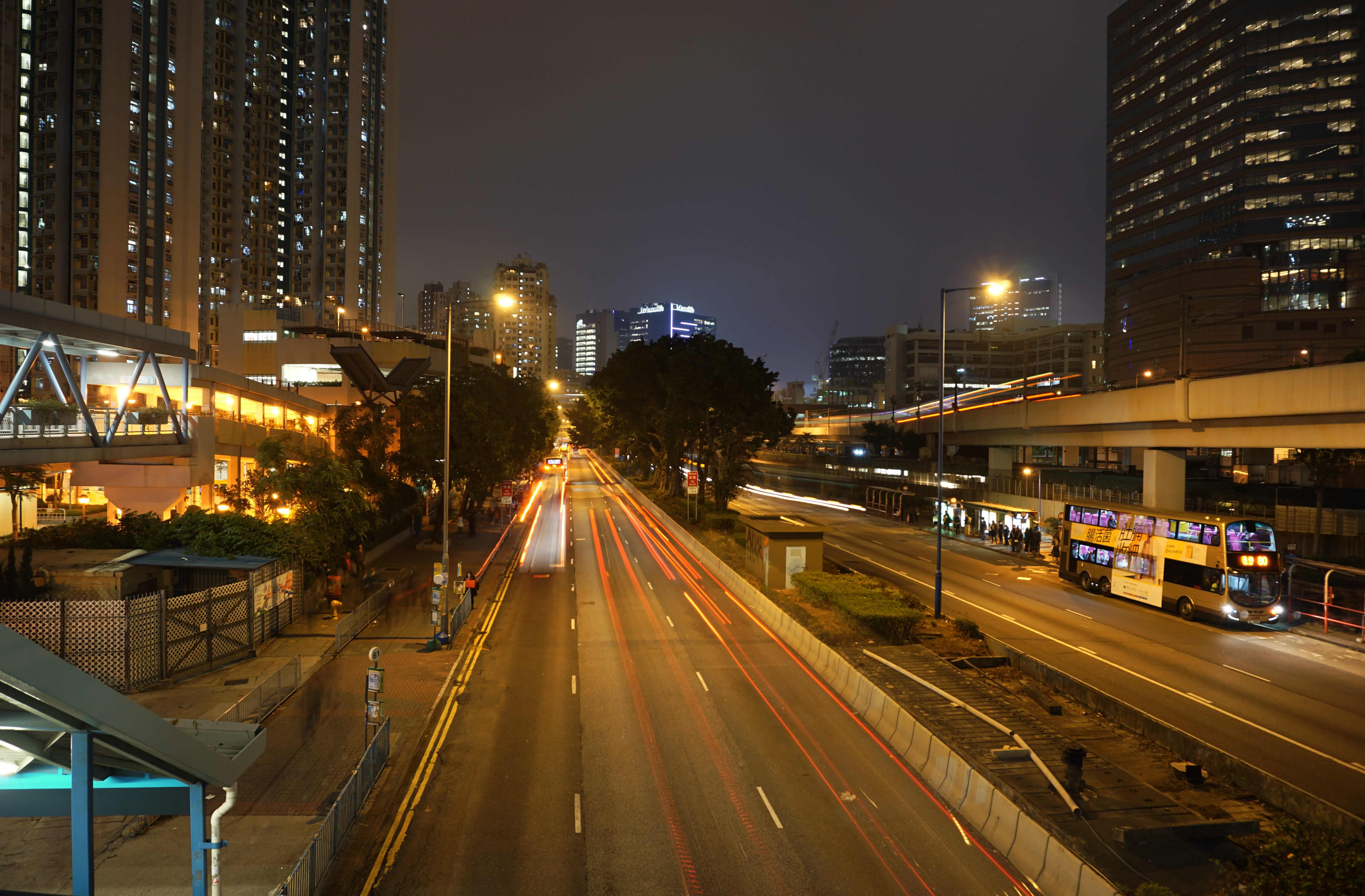
觀塘道近牛頭角下邨（左）夜景
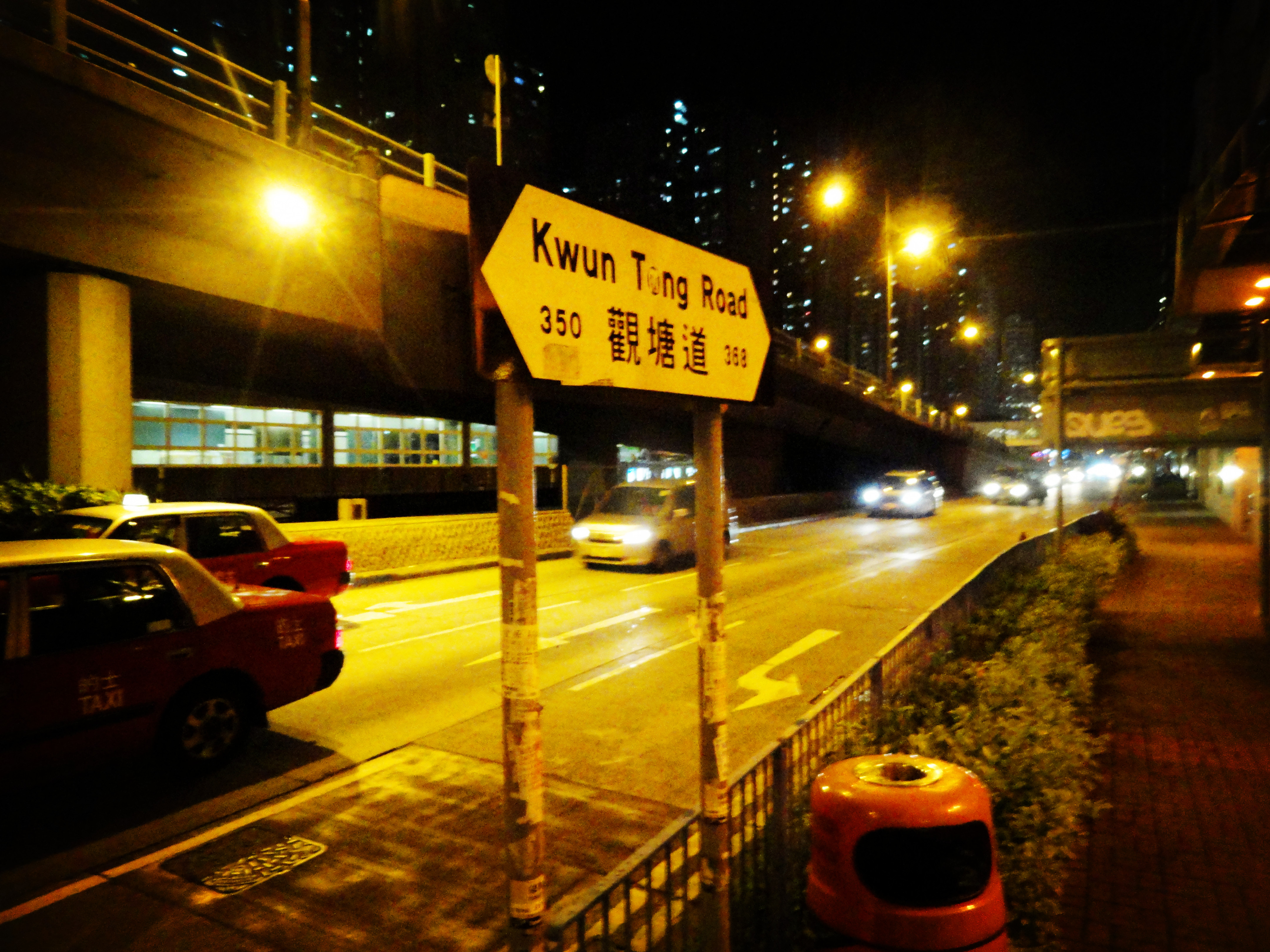
觀塘道和鴻圖道相交處

## 出口位置
| 觀塘道                                      | 觀塘道     | 觀塘道                                                    |
| ------------------------------------------- | ---------- | --------------------------------------------------------- |
| 東行（將軍澳方向）                          | 出口編號   | 西行（葵涌方向）                                          |
| 連接鯉魚門道                                |            |                                                           |
| 觀塘道終點                                  |            | 觀塘道起點                                                |
| 秀茂坪，觀塘商貿區，聯合醫院 開源道，協和街 | 5          | 秀茂坪，觀塘商貿區，聯合醫院 開源道，協和街               |
| 裕民坊 同仁街                               | 無出口編號 | 不適用                                                    |
| 鱷魚山 康寧道                               | 5A         | 不適用                                                    |
|                                             | 無出口編號 | 巧明街 創紀之城六期地面私家路                             |
| 不適用                                      | 5C         | 九龍灣 勵業街                                             |
| 不適用                                      | 5D         | 九龍灣 ，土瓜灣，香港 啓福道天橋                          |
| 牛頭角 雅麗道                               | 6A         | 不適用                                                    |
| 不適用                                      | 無出口編號 | 偉業街 欣業街                                             |
| 定富街                                      | 6B         | 不適用                                                    |
| 不適用                                      | 6C         | 德福花園，九龍灣商貿區 康德道                             |
| 牛頭角上邨，牛頭角下邨 牛頭角道             | 6D         | 不適用                                                    |
| 福淘街                                      | 6E         | 不適用                                                    |
| 牛頭角，佐敦谷，沈雲山 牛頭角道             | 6F         | 不適用                                                    |
| 佐敦谷，平山，秀茂坪 彩雲道                 | 6G         |                                                           |
| 旺角，西貢 彩虹交匯處、太子道東             | 7A         | 旺角，九龍城，旺角，沙田 彩虹交匯處、太子道東，大老山隧道 |
| 九龍灣 偉業街                               | 7B         | 不適用                                                    |
| 不適用                                      | 8          | 西貢，彩虹邨 彩虹交匯處                                   |
| 觀塘道起點                                  |            | 觀塘道終點                                                |
| 連接彩虹交匯處                              |            |                                                           |

## 軼事
同樣駛經觀塘道的269C線及296C線編號相近，容易令乘客混淆。兩線主要用車亦大致相同，而西行方向總站更同樣有6個中文字及5個英文字詞，每個字的字母數量亦接近，兩者目的地相距甚遠，在觀塘道的車站編排需盡量避免乘客混淆，只有牛頭角下邨站因地方太小而被編在同一位置。